# Corrado II di Boemia
Corrado II Ottone, in ceco Konrád II. Ota, (Znojmo, 1136/1140 – Napoli, 9 settembre 1191) fu il primo margravio di Moravia dal 1182 al 1189 e duca di Boemia dal 1189 fino alla sua morte.

## Biografia

### Famiglia
Corrado era il figlio del conte Corrado II di Znojmo, della stirpe dei Přemyslidi, e di Maria, una figlia del gran principe Uroš I di Serbia. Corrado era il nipote di Luitpoldo, il primo sovrano del ramo Přemyslide di Znojmo nella Moravia meridionale. La sorella di Corrado, Elena di Znojmo divenne granduchessa polacca dal suo matrimonio con il granduca Casimiro II il Giusto.

### Governo di Znojmo
Dopo la morte di suo padre nel 1161, assunse il governo del principato di Znojmo. Nel 1173 occupò le terre di Brno, che all'epoca controllava più della metà del territorio della Moravia (ad eccezione di Olomouc). Quando nell'estate del 1176 invase anche la regione a nord del Danubio che apparteneva al duca di Boemia Sobeslao II, rimase invischiato nel conflitto del duca con suo nipote Federico/Bedřich. Corrado attaccò chiese e monasteri e fu scomunicato da papa Alessandro III.
Dopo che Federico/Bedřich ebbe ottenuto nuovamente il sostegno dell'imperatore Federico Barbarossa, Corrado e il duca d'Austria Leopoldo V si unirono a lui nella sua campagna in Moravia e nell'occupazione di Praga nel 1178. Federico/Bedřich fu reinsediato come duca boemo e Corrado si aspettava di essere ricompensato con Olomouc; tuttavia, le sue speranze furono disattese.

### Margravio di Moravia
Corrado si vendicò quando si sollevò contro l'impopolare Federico/Bedřich nel 1182. Il duca fuggì da Praga e solo con il consenso dell'imperatore riuscì a mantenere il trono di Boemia. Allo stesso tempo, però, Federico Barbarossa mirava ad indebolire il suo dominio: convocò i suoi avversari alla Dieta Imperiale a Ratisbona, dove nominò Corrado sovrano dei principati di Znojmo, Brno e Olomouc, unendoli nel neonato margraviato di Moravia. Volutamente o no, queste misure alimentarono solo le dispute interne dei Přemyslidi. Il conflitto tra i rami boemo e moravo culminò in una sanguinosa battaglia a Loděnice il 10 dicembre 1185, dopo al quale entrambe le parti decisero di avviare negoziati di pace. Corrado e Federico/Bedřich si incontrarono a Knín, dove il margravio riconobbe la sovranità di Federico/Bedřich e fu riconosciuto a sua volta come sovrano di Moravia dal duca e come suo successore alla sua morte.

### Duca di Boemia
Quando Federico/Bedřich morì il 25 marzo 1189, Corrado fu nominato duca con il sostegno unanime della nobiltà boema. Rinunciò al suo titolo margraviale per unire le terre boeme e morave sotto il suo dominio. Nel maggio di quell'anno ricevette l'elevazione formale dell'imperatore. Corrado assunse un ruolo attivo nella politica imperiale, arbitrando nel conflitto attorno alla contestata successione del margravio Ottone II di Meißen.

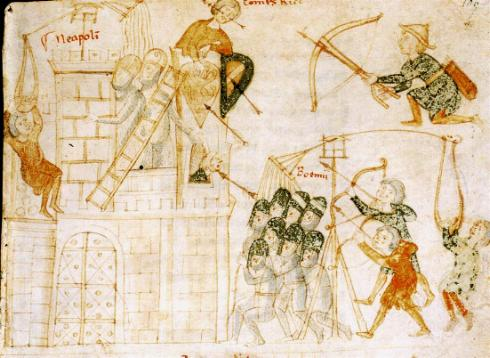
Forze boeme (a destra) che assediano Napoli, Pietro di Eboli, Liber ad honorem Augusti, Palermo, 1196.

Durante il suo breve regno in Boemia, il duca Corrado fu in debito con i nobili. Fu costretto a concedere loro una serie di privilegi dalla iura Conradi (in ceco: Statuta Konrádova), il primo codice boemo emesso a Sadská nel 1189. Tra le concessioni c'erano:
- uomini liberi garantiti contro gli abusi del duca o dei tribunali provinciali sotto i suoi zupani;
- estensione del diritto di eredità alle figlie e ai fratelli dei signori defunti;
- confisca dei beni solo dopo una lunga procedura legale conforme alla consuetudine locale.

Nel 1190 Corrado e sua madre Maria fondarono a Znojmo l'abbazia premostratense di Louka.
Liberato dall'obbligo di partecipare alla Terza Crociata, Corrado accompagnò Enrico VI, figlio dell'imperatore, nell'Italia meridionale come parte del suo tentativo di conquistare il regno di Sicilia da Tancredi per la moglie di Enrico, Costanza. Durante la campagna, Corrado morì di peste in un accampamento militare imperiale durante l'assedio di Napoli. Seppellito dapprima nell'abbazia di Monte Cassino, le sue spoglie mortali furono successivamente trasferite a Praga. Gli successe Venceslao II, un fratello minore del defunto duca Sobeslao II di Boemia.

## Matrimonio e figli
Corrado sposò Hellicha di Wittelsbach, figlia del conte palatino Ottone VII († 1189), figlio a sua volta del conte Ottone IV di Wittelsbach, e sua moglie Benedetta di Donauwörth; era dunque sorella di Ottone VIII di Baviera, assassino del re Filippo di Svevia. Essi non ebbero figli.